# Ernst Hartert
Ernst Johann Otto Hartert, född 29 oktober 1859 i Hamburg, död 11 november 1933 i Berlin, var en tysk ornitolog. 

## Biografi
Hartert var anställd vid Lionel Walter Rothschilds privata museum i Tring från 1892 till 1929. År 1930 återvände han till sitt hemland men företog resor i Indien, Afrika och Sydamerika för arbetsgivarens räkning.
Hartert utgav tidskriften Novitates Zoologicae (1894–1939) tillsammans med Rothschild och Hand List of British Birds (1912) tillsammans med Francis Charles Robert Jourdain, Claud Ticehurst och Harry Witherby.